# Ben Mansour
Ben Mansour (franska: Ben Mansour (CR), Ben Mansour (Commune Rurale), arabiska: مهدية (البلدية)) är en kommun i Marocko.   Den ligger i provinsen Kénitra och regionen Rabat-Salé-Kénitra, i den norra delen av landet, 80 km nordost om huvudstaden Rabat. Antalet invånare är 51 874.